# Ignacio Asúnsolo
Ignacio Asúnsolo, né le 15 mars 1890 à Hacienda de San Juan Bautista (Durango) et mort le 21 décembre 1965 à Mexico, est un sculpteur mexicain.

## Biographie
Ignacio Asúnsolo naît le 15 mars 1890 à Hacienda de San Juan Bautista.
De 1908 à 1913 il étudie à l'École nationale des beaux-arts. Il participe à la révolution mexicaine, entre à l'Académie de San Carlos et poursuit ses études à partir de 1919 aux Beaux-Arts de Paris. Il fut le professeur de Tosia Malamud.
En 1956, le gouvernement de Chihuahua charge Ignacio Asúnsolo de créer une statue équestre de Villa qui serait exposée publiquement dans la capitale de l'État.
Ignacio Asúnsolo meurt le 21 décembre 1965 à Mexico.